# Saved by the Bell (Robin Gibb)
"Saved by the Bell" is een nummer uit 1969, geschreven en opgenomen door Robin Gibb. Het was de eerste single van Gibbs debuutalbum Robin's Reign, dat begin 1970 uitkwam.

## Achtergrond
Gibb kondigde zijn soloplannen aan op 19 maart 1969, op dezelfde dag dat de Bee Gees "Tomorrow Tomorrow" en twee andere nummers opnamen. "Saved by the Bell" werd rond maart 1969 opgenomen in de Londense De Lane Lea Studios, samen met drie andere nummers: "Mother and Jack", "Alexandria Good Time" en "Janice". "Mother and Jack" werd als B-kant van het nummer gebruikt.
Mede-Bee Gee en broer Maurice Gibb werkte mee aan "Saved by the Bell", door piano, gitaar en orgel te spelen en de achtergrond zang op zich te nemen. Het orkestgedeelte van het nummer is gearrangeerd door John Fiddy.
"Saved by the Bell" is opgenomen voor Gibbs debuutalbum Robin's Reign . Het werd op 27 juni 1969 als single uitgebracht. In de hitlijsten was het nummer een directe concurrent van de single "Don't Forget to Remember" van de Bee Gees. "Saved by the Bell" stond drie weken op nummer één in Zuid-Afrika, zes weken in Nederland en één week in Nieuw-Zeeland. Ook in veel andere Europese landen was het nummer succesvol, met een tweede plek in de UK Singles Chart. Het deed het niet zo goed in de VS en bereikte daar slechts # 87.
Hoewel het een solo-single van Robin Gibb is, is het ook opgenomen op meerdere compilaties van de Bee Gees, waaronder Best of Bee Gees, Vol. 2.

## Hitnoteringen

### Nederlandse Top 40
| Hitnotering: 19-07-1969 t/m 01-11-1969 | Hitnotering: 19-07-1969 t/m 01-11-1969 | Hitnotering: 19-07-1969 t/m 01-11-1969 | Hitnotering: 19-07-1969 t/m 01-11-1969 | Hitnotering: 19-07-1969 t/m 01-11-1969 | Hitnotering: 19-07-1969 t/m 01-11-1969 | Hitnotering: 19-07-1969 t/m 01-11-1969 | Hitnotering: 19-07-1969 t/m 01-11-1969 | Hitnotering: 19-07-1969 t/m 01-11-1969 | Hitnotering: 19-07-1969 t/m 01-11-1969 | Hitnotering: 19-07-1969 t/m 01-11-1969 | Hitnotering: 19-07-1969 t/m 01-11-1969 | Hitnotering: 19-07-1969 t/m 01-11-1969 | Hitnotering: 19-07-1969 t/m 01-11-1969 | Hitnotering: 19-07-1969 t/m 01-11-1969 | Hitnotering: 19-07-1969 t/m 01-11-1969 | Hitnotering: 19-07-1969 t/m 01-11-1969 | Hitnotering: 19-07-1969 t/m 01-11-1969 |
| Week                                   | 1                                      | 2                                      | 3                                      | 4                                      | 5                                      | 6                                      | 7                                      | 8                                      | 9                                      | 10                                     | 11                                     | 12                                     | 13                                     | 14                                     | 15                                     | 16                                     |                                        |
| -------------------------------------- | -------------------------------------- | -------------------------------------- | -------------------------------------- | -------------------------------------- | -------------------------------------- | -------------------------------------- | -------------------------------------- | -------------------------------------- | -------------------------------------- | -------------------------------------- | -------------------------------------- | -------------------------------------- | -------------------------------------- | -------------------------------------- | -------------------------------------- | -------------------------------------- | -------------------------------------- |
| Nummer                                 | 23                                     | 6                                      | 2                                      | 1                                      | 2                                      | 2                                      | 2                                      | 4                                      | 5                                      | 6                                      | 9                                      | 11                                     | 17                                     | 25                                     | 30                                     | 38                                     | uit                                    |

### Hilversum 3 Top 30
| Hitnotering: 19-07-1969 t/m 18-10-1969 | Hitnotering: 19-07-1969 t/m 18-10-1969 | Hitnotering: 19-07-1969 t/m 18-10-1969 | Hitnotering: 19-07-1969 t/m 18-10-1969 | Hitnotering: 19-07-1969 t/m 18-10-1969 | Hitnotering: 19-07-1969 t/m 18-10-1969 | Hitnotering: 19-07-1969 t/m 18-10-1969 | Hitnotering: 19-07-1969 t/m 18-10-1969 | Hitnotering: 19-07-1969 t/m 18-10-1969 | Hitnotering: 19-07-1969 t/m 18-10-1969 | Hitnotering: 19-07-1969 t/m 18-10-1969 | Hitnotering: 19-07-1969 t/m 18-10-1969 | Hitnotering: 19-07-1969 t/m 18-10-1969 | Hitnotering: 19-07-1969 t/m 18-10-1969 | Hitnotering: 19-07-1969 t/m 18-10-1969 | Hitnotering: 19-07-1969 t/m 18-10-1969 |
| Week                                   | 1                                      | 2                                      | 3                                      | 4                                      | 5                                      | 6                                      | 7                                      | 8                                      | 9                                      | 10                                     | 11                                     | 12                                     | 13                                     | 14                                     |                                        |
| -------------------------------------- | -------------------------------------- | -------------------------------------- | -------------------------------------- | -------------------------------------- | -------------------------------------- | -------------------------------------- | -------------------------------------- | -------------------------------------- | -------------------------------------- | -------------------------------------- | -------------------------------------- | -------------------------------------- | -------------------------------------- | -------------------------------------- | -------------------------------------- |
| Nummer                                 | 14                                     | 4                                      | 2                                      | 1                                      | 1                                      | 2                                      | 2                                      | 4                                      | 5                                      | 6                                      | 7                                      | 11                                     | 19                                     | 23                                     | uit                                    |

### NPO Radio 2 Top 2000
| Nummer met noteringen in de NPO Radio 2 Top 2000 | '99  | '00-'01 | '02  | '03  | '04  | '05  | '06  | '07 | '08  |
| ------------------------------------------------ | ---- | ------- | ---- | ---- | ---- | ---- | ---- | --- | ---- |
| Saved by the Bell                                | 1820 | -       | 1775 | 1359 | 1881 | 1973 | 1996 | -   | 1966 |

1. ↑  Een '-' betekent dat het nummer niet was genoteerd en een vetgedrukt getal geeft de hoogste notering aan.
2. ↑  Deze tabel is bijgewerkt tot en met de laatste editie (2024).